# ベネズエラの国章

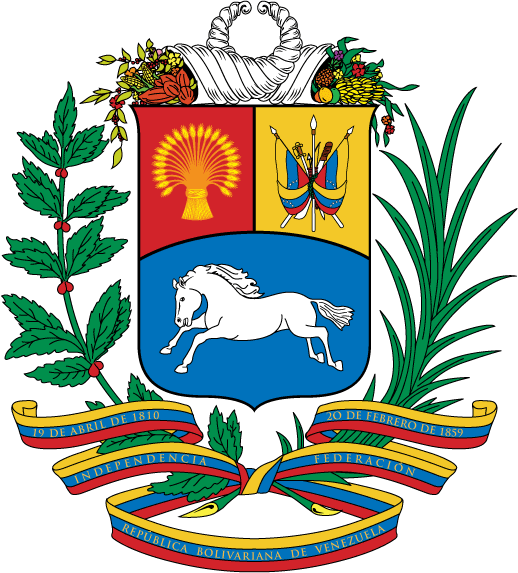
Coat of arms made by Heraldist Fabio Cassani Pironti in 2006

ベネズエラの国章（ベネズエラのこくしょう）は、2006年に新しく制定された。
1954年以降使われていたものと大まかなデザインは同じであり、盾が中央部にあり、下にリボンがあるデザインである。盾の中の白馬の向きが変更されている。リボン内の文字は以下の通り。
| 19 de Abril de 1810 (1810年4月19日)                             | 20 de Febrero de 1859 (1859年2月20日) |
| Independencia (独立)                                            | Federación (連邦)                     |
| República Bolivariana de Venezuela (ベネズエラ・ボリバル共和国) |                                       |

1777年の紋章
1810年の紋章
1811年の紋章
1812年の紋章
1819年の紋章
1821年の紋章
1830年からの1836年まで紋章
1864年から1930年までの国章
1954年から2006年までの国章

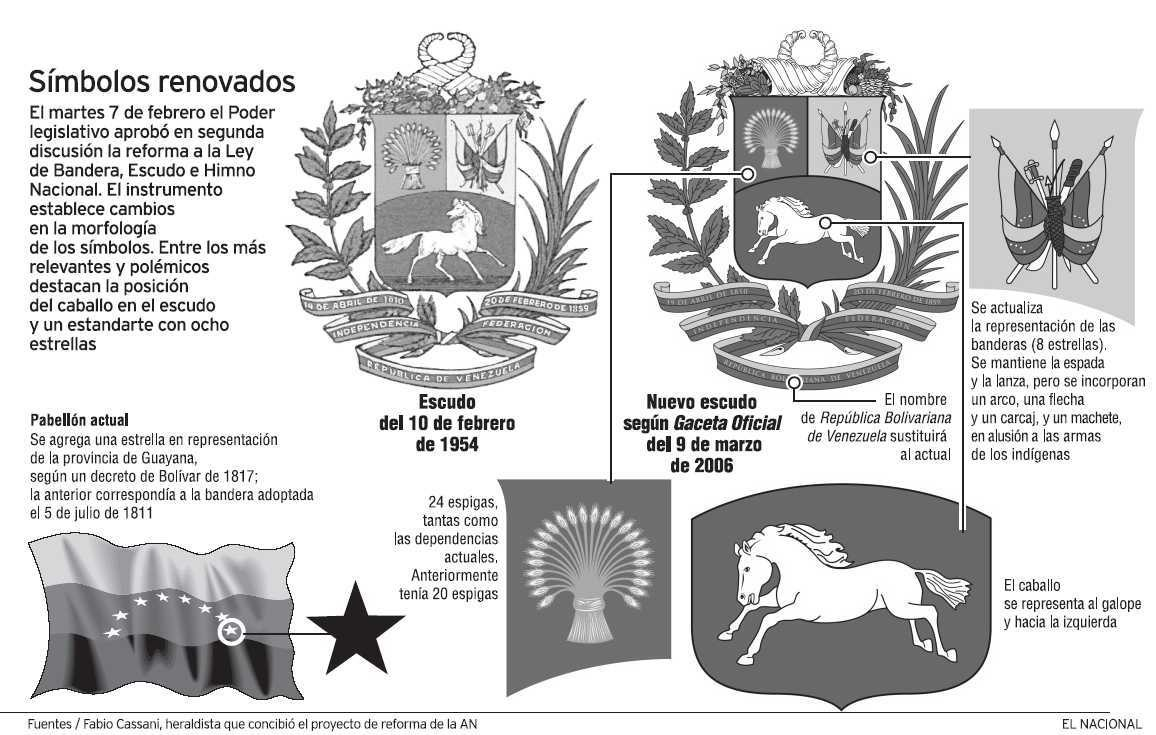
Venezuelan newspaper El Nacional, 12/03/2006